# Diebling
 Diebling  es una población y comuna francesa, en la región de Lorena, departamento de Mosela, en el distrito de Forbach y cantón de Behren-lès-Forbach.

## Demografía
| 1181 | 1265 | 1489 | 1583 | 1709 | 1629 |
| Para los censos de 1962 a 1999 la población legal corresponde a la población sin duplicidades (Fuente: INSEE [Consultar]) |      |      |      |      |      |